# حواصیل شب
حواصیل‌های شب گروهی از حواصیل‌ها با اندازه‌ای متوسط در حدود ۵۸–۶۵ سانتی‌متر، هستند. این پرندگان، در سه سردهٔ حواصیل‌های شب، حواصیل شب آمریکایی و حواصیل شب جهان قدیم طبقه‌بندی شده‌اند.
در اروپا، حواصیل شب اغلب برای اشاره به حواصیل شب تاج‌سیاه استفاده می‌شود، زیرا تنها عضو این سرده در آن قاره است.
حواصیل‌های شب بالغ، گردن و پاهای کوتاه و تنومند با پرهای عمدتاً قهوه‌ای یا خاکستری و در بیشتر موارد دارای کاکل سیاه هستند.
حواصیل‌های شب به تنهایی یا در قالب یک کلنی، روی سکوهای چوبی یا گروهی از درختان یا روی زمین در مکان‌های امن، مانند جزایر یا نیزارها آشیانه می‌سازند. این پرندگان، ۳–۸ تخم می‌گذارند.
حواصیل‌های شب، در لبهٔ آب، بی‌حرکت می‌ایستند و عمدتاً شب‌ها در انتظار شکار خود، به کمین می‌نشینند. آن‌ها عمدتاً ماهی‌های کوچک، سخت‌پوستان، قورباغه‌ها، حشراتآبزی و پستانداران کوچک را می‌خورند و معمولاً در طول روز، بر روی درختان یا بوته‌ها استراحت می‌کنند. این پرندگان، شامل هفت گونهٔ زنده هستند.
حواصیل‌های شب، عمدتاً در جنوب و جنوب شرقی اروپا زاد و ولد می‌کنند و از طریق صحرای بزرگ آفریقا در زمستان به مرکز و غرب آفریقا مهاجرت می‌کنند.

## سرده‌ها
- حواصیل شب آمریکایی
- حواصیل‌های شب
- حواصیل شب جهان قدیم

## نگارخانه

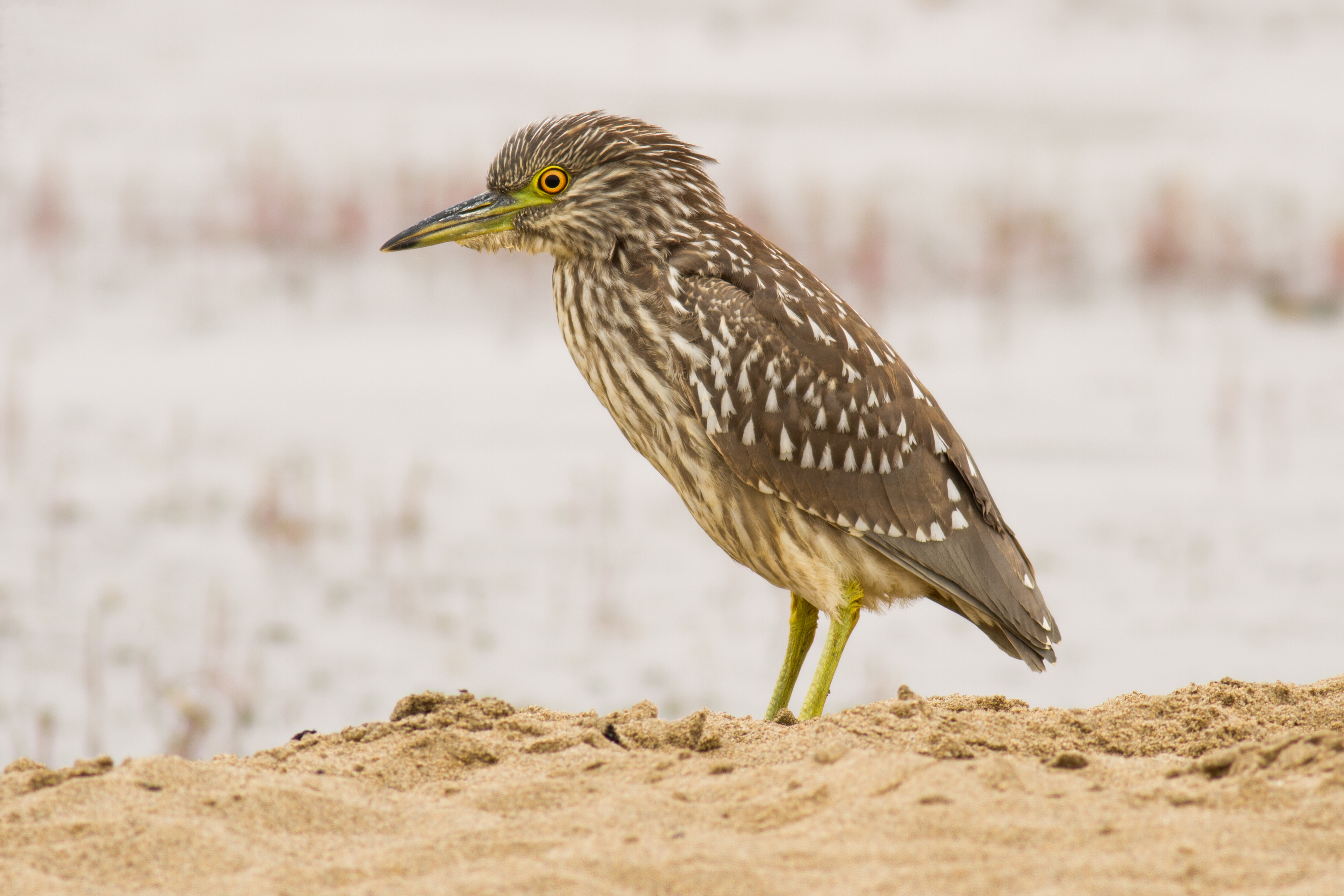
حواصیل شب تاج‌سیاه نوجوان ( Nycticorax nycticorax ) در ساحل ملی Point Reyes، کالیفرنیا
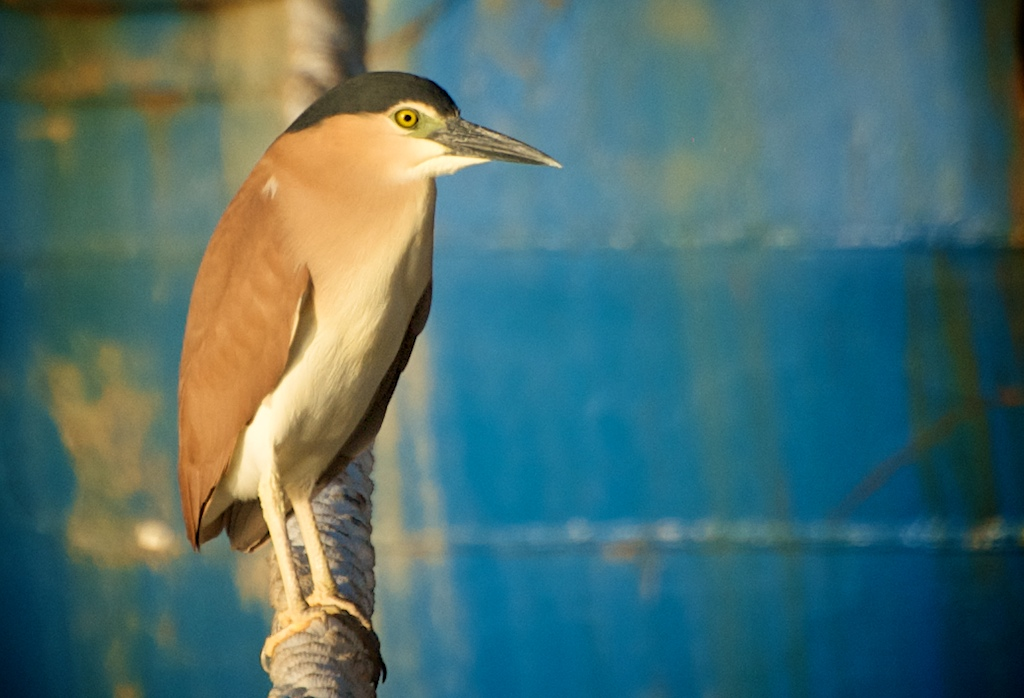
حواصیل شب نانکن یا روفوس ( Nycticorax caledonicus ) در بندرگاه فرمنتل، استرالیای غربی
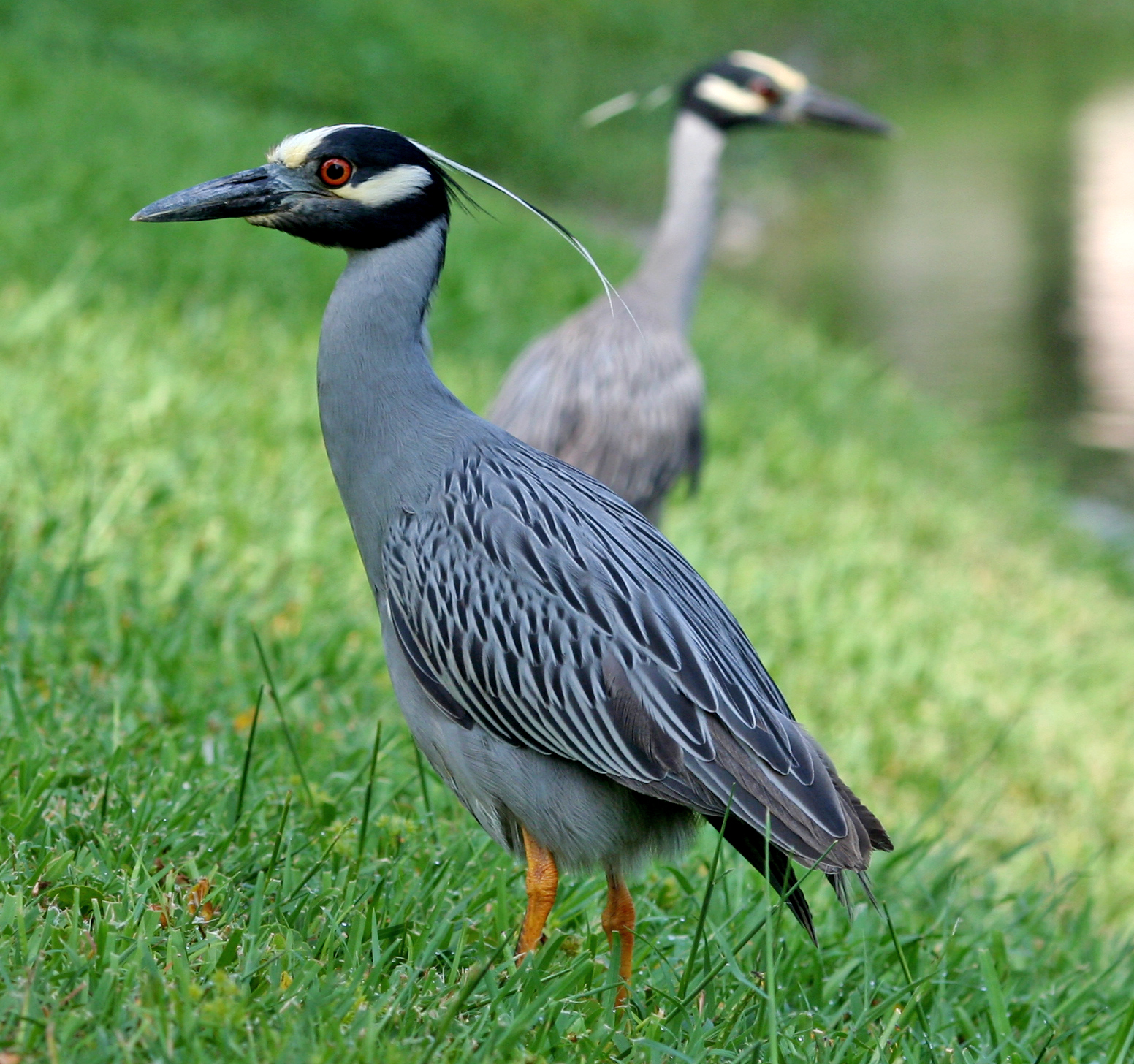
حواصیل شب تاج‌زرد ( Nyctanassa violacea ) در فلوریدا
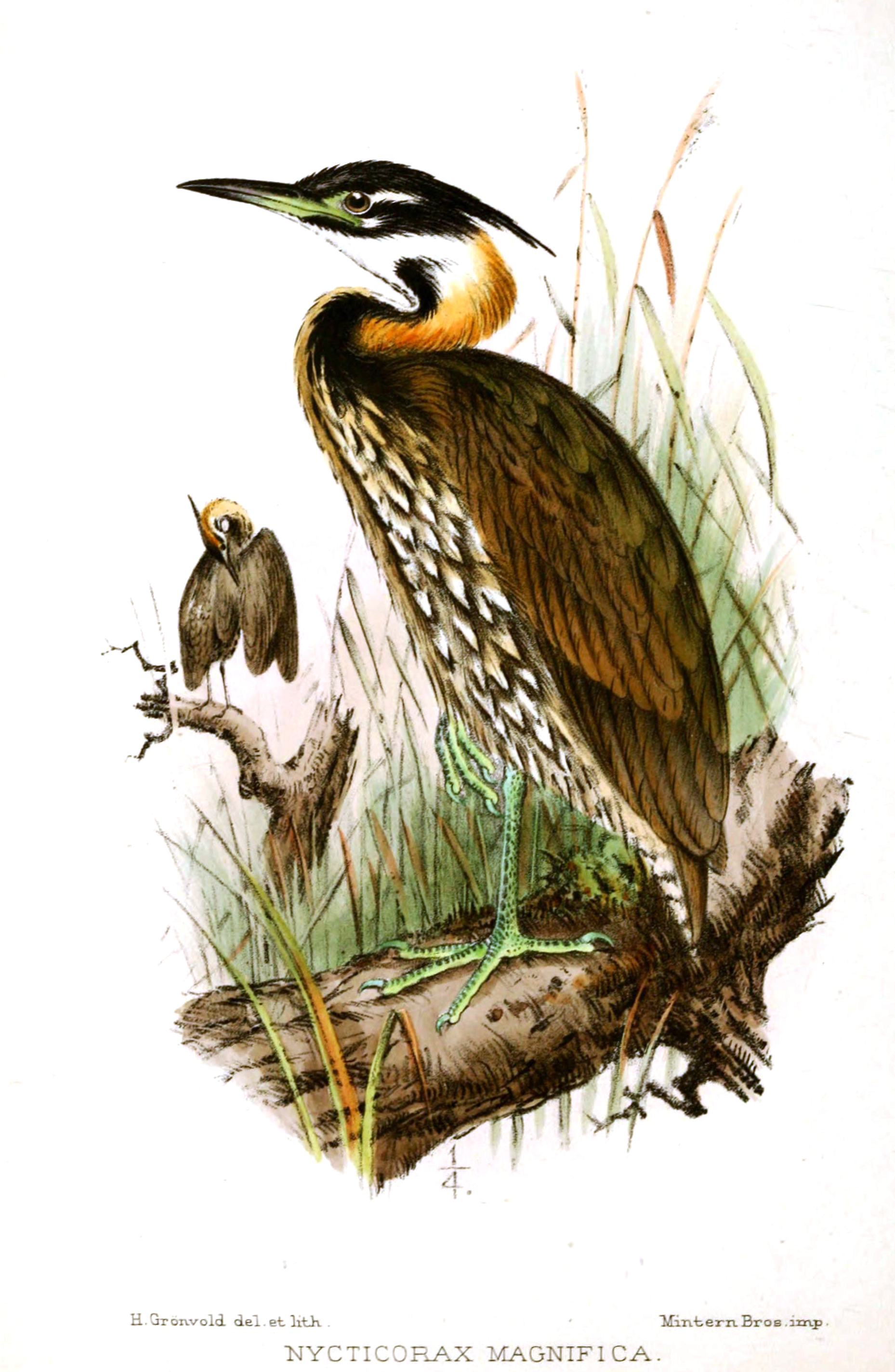
حواصیل شب گوش‌سفید ( Gorsachius magnificus )
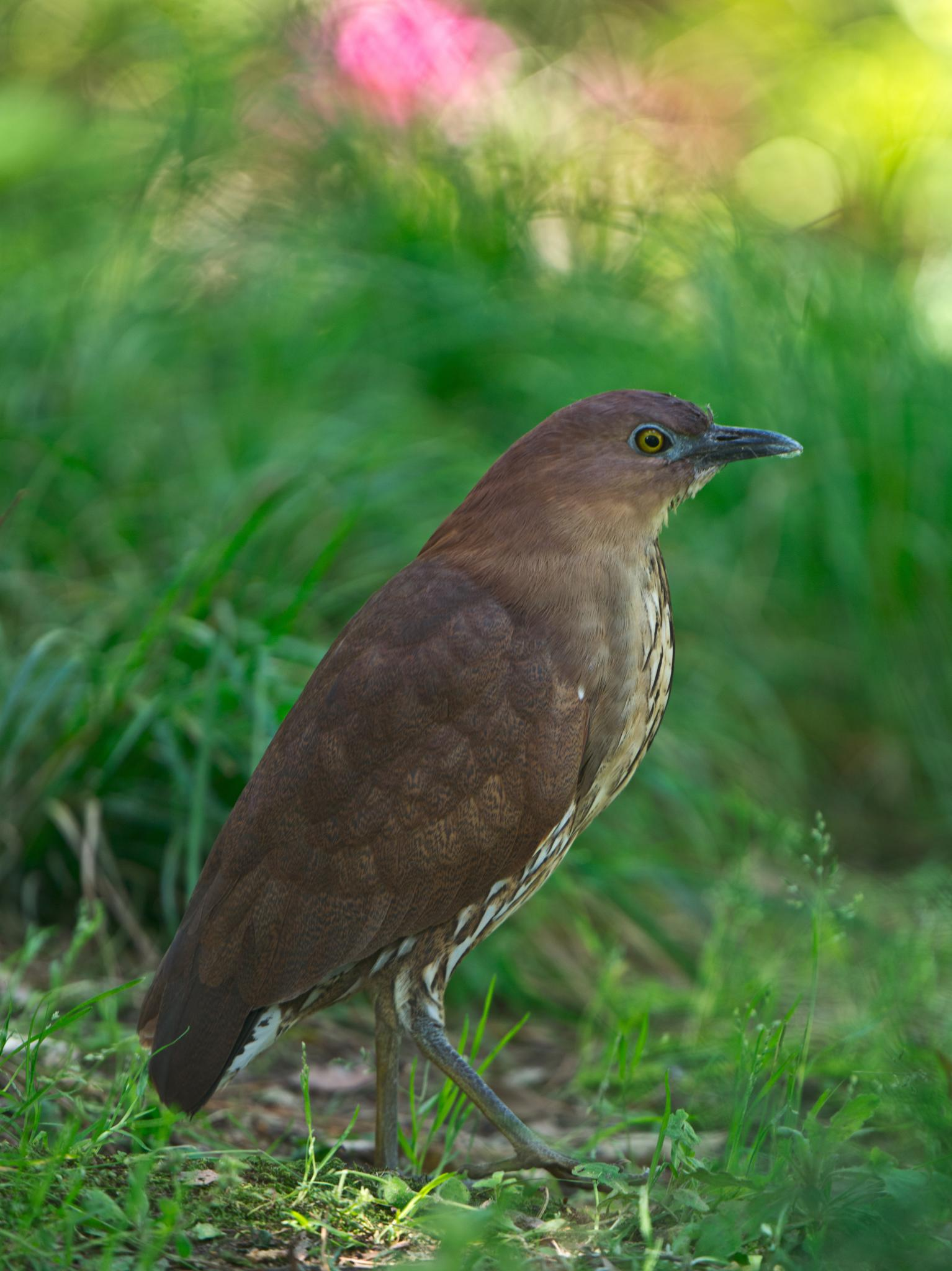
غم‌خورک شب‌زی ژاپنی ( Gorsachius goisagi ) در اوساکا، ژاپن
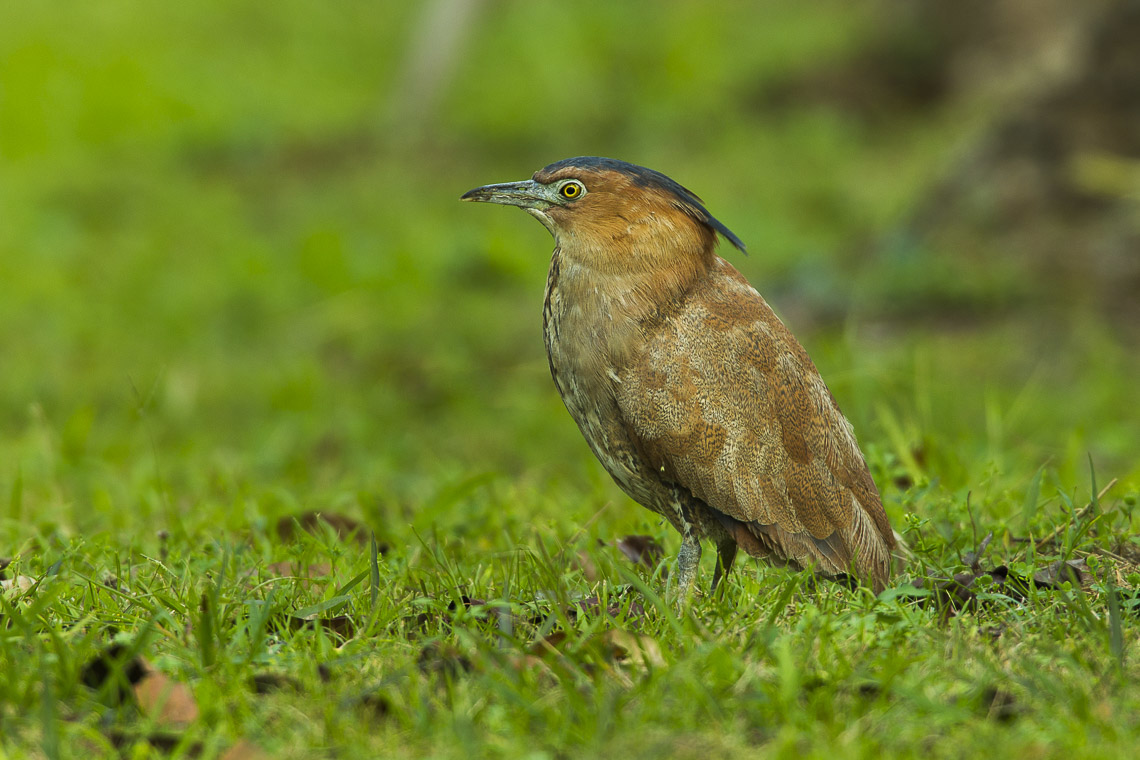
حواصیل شب مالایی ( Gorsachius melanolophus ) در تایوان